# Stulisz pannoński
Stulisz pannoński, stulisz szczotkowaty (Sisymbrium altissimum (L.) Scop.) – gatunek rośliny z rodziny kapustowatych (Brassicaceae). Pochodzi z południowo-wschodniej Europy i zachodniej Azji, ale rozpowszechniony został szeroko w strefach umiarkowanych na obu półkulach. Rośnie także w Polsce – zawleczony w XIX wieku, zadomowiony i rozpowszechniony niemal w całym kraju. Jest to gatunek siedlisk ruderalnych. Uważany jest za gatunek kłopotliwego chwasta ze względu na to, że jest gospodarzem dla kilku wirusów wywołujących choroby roślin uprawnych. Ze względu na budowę i sposób rozsiewania należy do biegaczy.

## Rozmieszczenie geograficzne
Występuje naturalnie w południowo-wschodniej Europie (na zachodzie i północy sięgając do Słowenii, wschodniej Austrii, Węgier, Ukrainy i Białorusi) oraz w zachodniej i południowo-zachodniej Azji (po Pakistan i Kirgistan na wschodzie).
Gatunek zawleczony został do całej pozostałej części Europy, do północnej Afryki (Algieria), do Ameryki Północnej (od Meksyku po Grenlandię), do Ameryki Południowej (Chile i Argentyna), do Nowej Zelandii i Azji w strefie umiarkowanej (od Chin i Rosji po Japonię).
W Polsce gatunek jest rozpowszechniony na całym obszarze z wyjątkiem gór, rzadszy jest także w południowo-wschodniej i północno-wschodniej części kraju. Zarejestrowany został po raz pierwszy w 1843, współcześnie ma status zadomowionego kenofita, wciąż zwiększającego liczbę stanowisk. 

## Morfologia

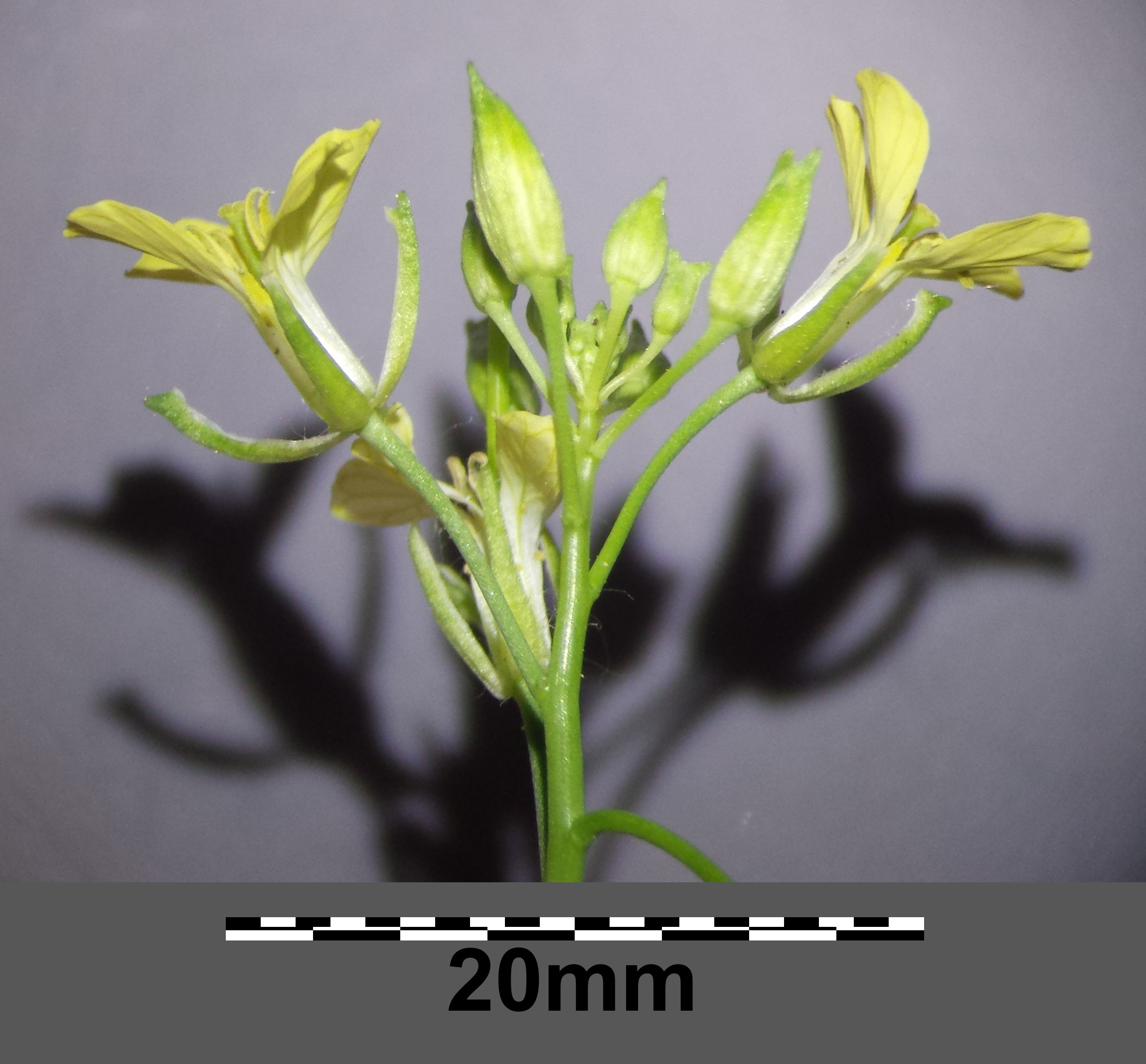
Kwiaty

PokrójRoślina zielna osiągająca zwykle do 120 cm wysokości, rzadziej więcej. Pęd w dole owłosiony rzadkimi, długimi i sztywnymi włoskami, w górze nagi lub bardzo słabo owłosiony. Łodyga rozgałęziona w górnej części, w efekcie nierzadko o kulistawym pokroju.
LiścieOdziomkowe zebrane w rozetę przyziemną, ogonkowe, o blaszce w zarysie szerokolancetowatej do eliptycznej, pierzasto wcinane, osiągające zwykle od 5 do 20 cm długości i do 8 cm szerokości. Po każdej stronie liści odziomkowych znajduje się 4–8 trójkątnych klap, z których szczytowa jest największa. Liście łodygowe w dole podobne są do odziomkowych, ale ku górze mają coraz węższe łatki liści – są coraz głębiej pierzastosieczne, czasem podwójnie, o odcinkach w końcu równowąskich i nitkowatych. W czasie kwitnienia dolne liście zwykle już obumierają.
KwiatyJasnożółte, po przekwitnieniu bielejące, zebrane po 15-25 w grona w szczytowych częściach pędów. Działki kielicha o długości do 5 mm, wąskoeliptyczne, odstające, u nasady nieco wybrzuszone. Zewnętrzna para działek ma charakterystyczne rożkowate wyrostki pod szczytem. Płatki korony są odwrotnie jajowate, długości do 9 mm, u nasady zwężone w długi i szeroki paznokieć, którego długość jest podobna do długości działek. Pręciki o żółtawych nitkach długości od 2 do 6 mm z podługowatymi pylnikami o długości ok. 2 mm. Wydłużona zalążnia zawiera od 90 do 120 zalążków. Zwieńczona jest krótką (ok. 0,5 mm długości) szyjką zwieńczoną rozwidlonym znamieniem.
OwoceTęgie, walcowate i zwykle proste łuszczyny osiągające do ok. 10 cm długości i 2 mm średnicy, osadzone na niewiele od nich cieńszych szypułkach osiągających 5–15 mm długości (szypułki i całe grono wydłuża się w czasie owocowania). W każdej z dwóch komór znajduje się po ok. 60 nasion. Mają one kształt jajowaty i długość do 1 mm.

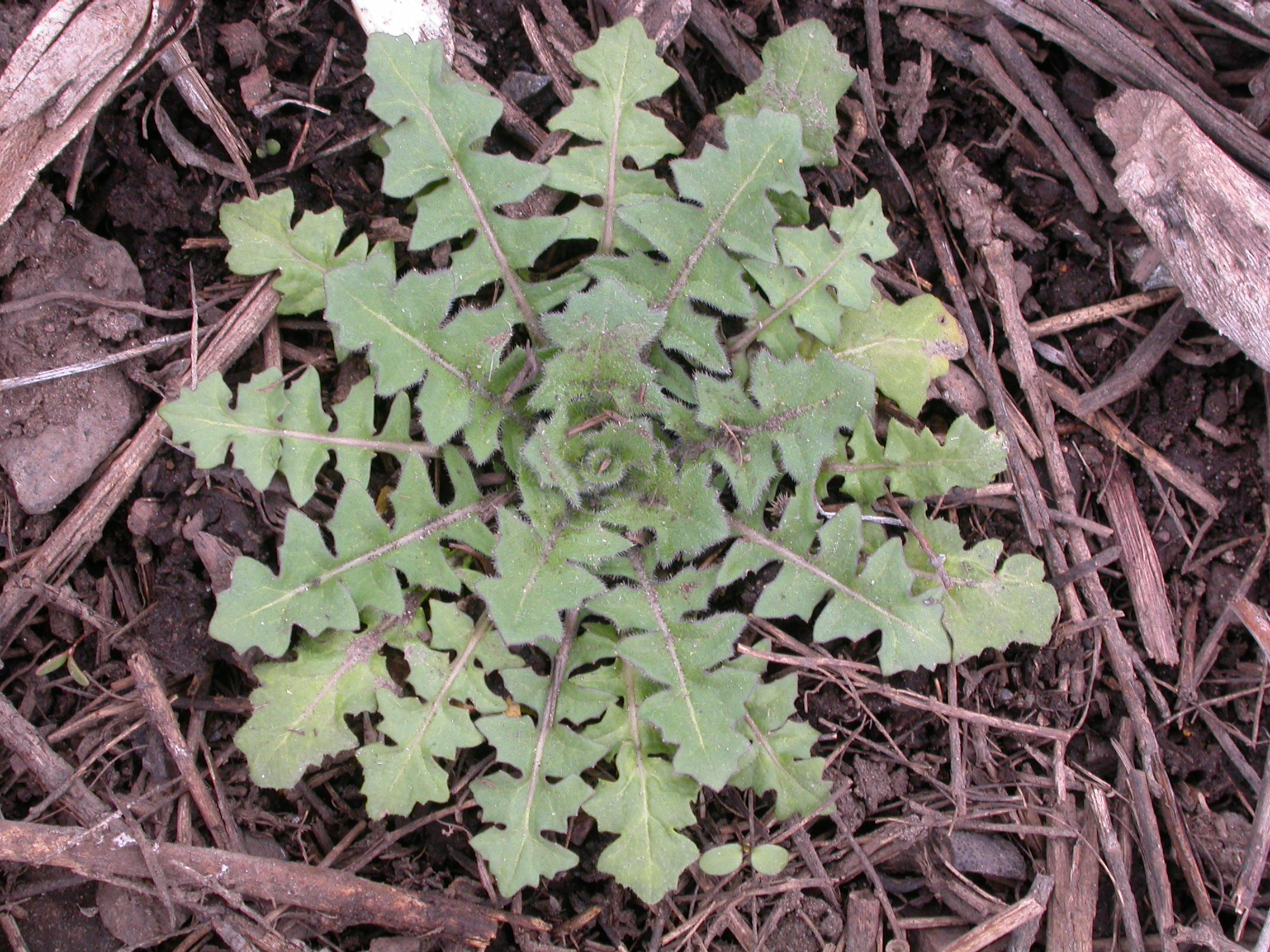
Rozeta liściowa
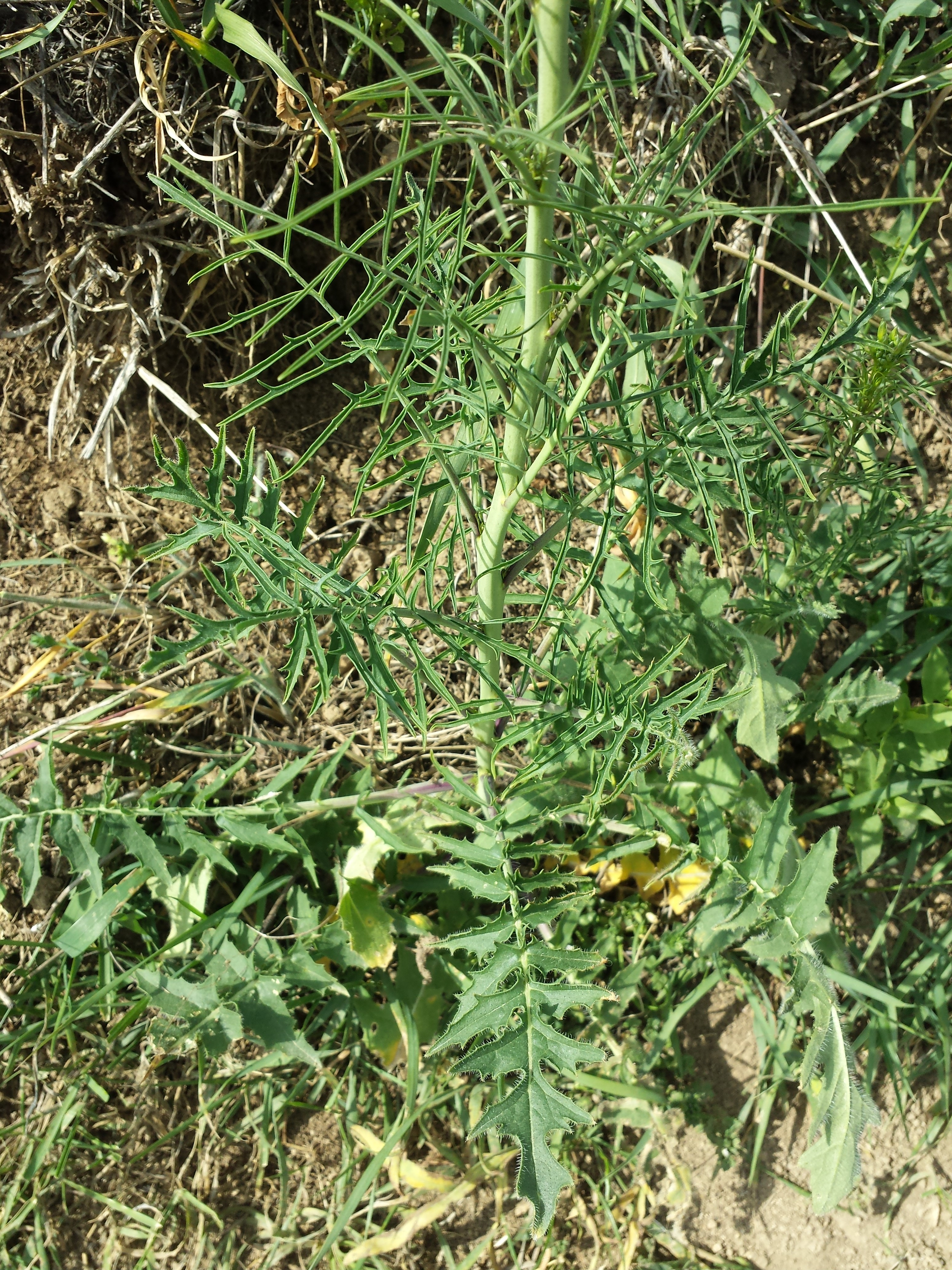
Liście w dole pędu
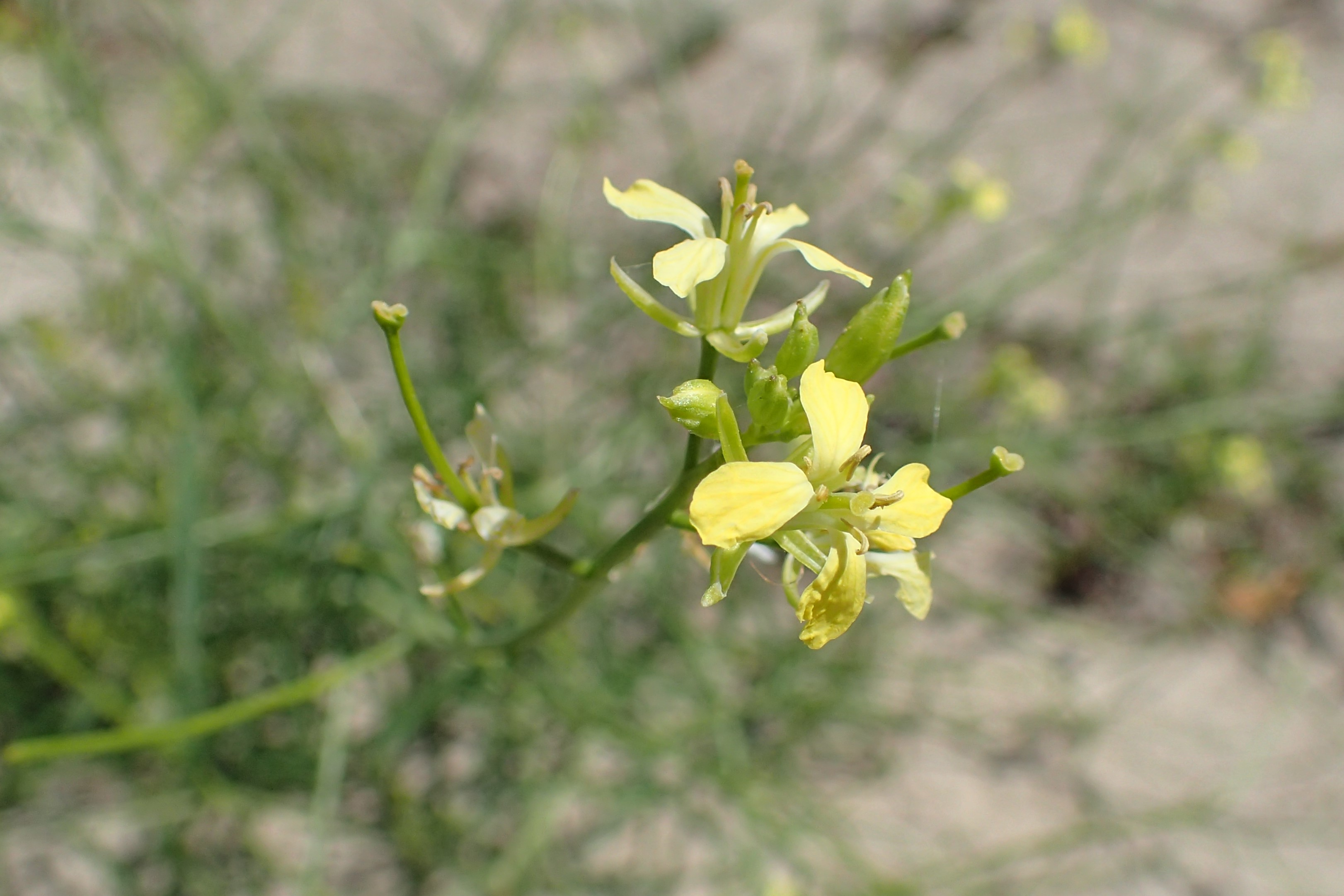
Kwiaty
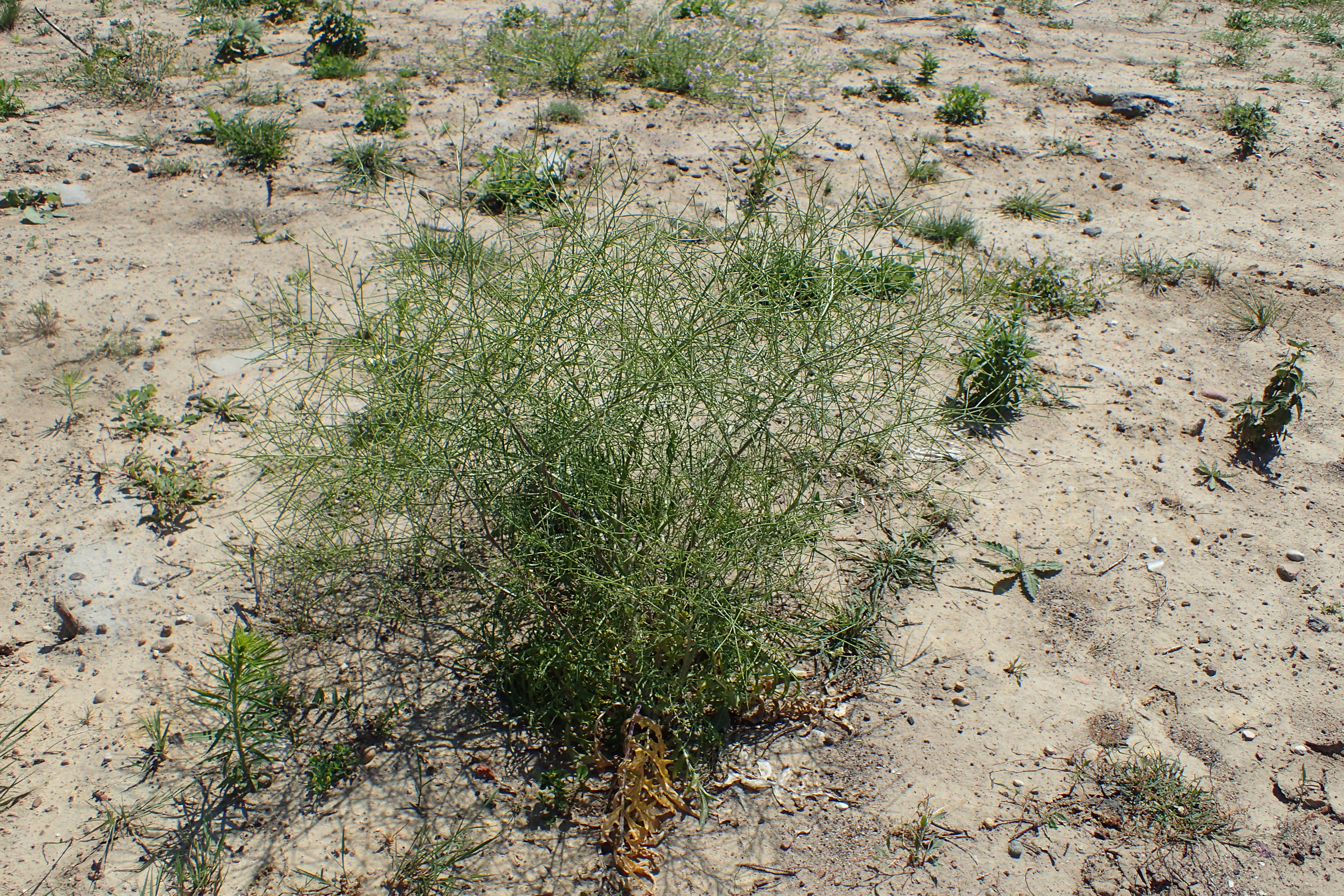
Pokrój w czasie owocowania

## Biologia i ekologia
Roślina jednoroczna lub dwuletnia. Kwitnie od maja do lipca (w cieplejszym klimacie od kwietnia). Owoce dojrzewają po ok. miesiącu.
Roślina światłożądna, unikająca siedlisk kwaśnych. Jest chwastem ruderalnym – rośnie na nieużytkach, przydrożach, terenach kolejowych, przemysłowych, na ubogich pastwiskach i murawach, na obszarach górskich sięga do ok. 2500 m n.p.m. Ze względu na to, że gatunek związany jest wyłącznie z siedliskami antropogenicznymi, ma w polskiej florze status epekofita.
Ponieważ cała roślina, z powodu silnego rozgałęzienia pędu w górnej części i wydłużenia gron w czasie owocowania, przybiera nierzadko kulistawy pokrój, po odłamaniu u nasady może być toczona przez wiatr, stąd zaliczana jest do biegaczy (angielska nazwa tego gatunku to tumbleweed oznaczająca właśnie rośliny toczone przez wiatr).

## Taksonomia
Synonimy taksonomiczne
- Crucifera altissima (L.) E.H.L.Krause
- Hesperis altissima (L.) Kuntze
- Hesperis rigidula Kuntze
- Hesperis septulata Kuntze
- Norta altissima (L.) Britton
- Pachypodium pannonicum (Jacq.) Endl.
- Sinapis oliveriana DC.
- Sisymbrium brachypetalum C.A.Mey.
- Sisymbrium hungaricum Lumn.
- Sisymbrium obtusangulum Aucher ex E.Fourn.
- Sisymbrium pannonicum Jacq.
- Sisymbrium rigidulum Decne.
- Sisymbrium sinapios Retz.
- Sisymbrium sinapistrum Crantz

Homonim
- Sisymbrium altissimum Asso ≡ Sisymbrium assoanum Loscos & J.Pardo